# Samuel Białobłocki
Samuel Shraga Białobłocki (hebräisch שמואל שרגא-פייבל ביאלובלוצקי; geb. 5. Mai 1888greg in Pilviškiai; gest. 29. Januar 1960 in Tel Aviv) war ein litauisch-israelischer Hebraist.

## Leben
Białobłocki besuchte die Jeschivot von Telšiai (Jeschivat Telsche), Slabodka und Panevėžys und studierte u. a. bei Isaac Jacob Rabinowitz und Isaac Blaser. Nach dem Ersten Weltkrieg studierte er an verschiedenen Universitäten und wurde 1928 an der Ludwigs-Universität Gießen mit einer Arbeit über Materialien zum islamischen und jüdischen Eherecht promoviert. 1927 erhielt er eine Stelle als Lektor für Nachbiblisches Judentum und Neuhebräisch an der Universität Gießen; 1932 folgte ein gleichlautender Lehrauftrag an der Universität Marburg. Zwischen 1928 und 1934 wirkte er an der Encyclopaedia Judaica zu talmudischen Themen mit. Im Oktober 1933 wurde ihm  als Jude der Lehrauftrag entzogen, im Dezember 1935 erfolgte die endgültige Entlassung aus dem Staatsdienst. Białobłocki emigrierte 1933 nach Palästina, wo er zunächst am Mizrachi Teachers' Training College in Jerusalem unterrichtete, später aber in das Immobiliengeschäft einstieg, obwohl er weiterhin den größten Teil seiner Zeit seinen Studien widmete. 1955 wurde Białobłocki zum Leiter der Talmud-Abteilung der Bar-Ilan-Universität und Vorsitzender des Senats. Er begann mit der Vorbereitung einer Anthologie der frühen Talmudkommentare mit Anmerkungen zu den Varianten und Quellen für den Mekhon ha-Talmud ha-Yisre'eli ha-Shalem, von der ein erster Teil posthum veröffentlicht wurde.

## Schriften (Auswahl)
- Materialien zum islamischen und jüdischen Eherecht, Gießen 1928. (Online-Ressource der Goethe-Universität)
- Beziehung des Judentums zu Proselyten und Proselytentum, 1930.